# Francis Griffith Newlands Memorial Fountain
La Francis Griffith Newlands Memorial Fountain è una fontana storica situata al Chevy Chase Circle, al confine tra il quartiere di Chevy Chase, nel quadrante nord-occidentale di Washington DC e la comunità di Chevy Chase, nel Maryland. La fontana fu progettata da Edward W. Donn Jr. nel 1933 ed eretta nel 1938. Il progetto è stato finanziato dalla vedova di Newlands.

## Fontana
La fontana onora Francis Griffith Newlands, senatore degli Stati Uniti e fondatore di Chevy Chase, nel Maryland. Nel 1902, Newland ha sponsorizzato il Newlands Reclamation Act, che ha permesso al governo federale di iniziare l'irrigazione dell'Ovest. Era un schietto suprematista bianco e segregazionista, che sostenne l'abrogazione del 15° emendamento per privare gli afroamericani del diritto di voto. Ha fondato la Chevy Chase Land Co., che ha eretto quartieri per soli bianchi al confine DC-Maryland. Ha acquistato oltre 1 700 acri (690 ha) di terra e lo chiamò "Chevy Chase" per onorare la sua patria scozzese. Nel 1990, la fontana è stata ristrutturata dalla Chevy Chase Land Co. per celebrare il centesimo anniversario della fondazione di Chevy Chase. La fontana è stata ridedicata e riconosciuta dal Registro nazionale dei luoghi storici.

## Proposta di ridenominazione
Nel dicembre 2014, venne presa in considerazione una proposta per rinominare la fontana a causa delle opinioni suprematiste bianche di Newlands. L'8 dicembre 2014 fu approvata una risoluzione per sostenere la mozione per cambiare il nome della Newlands Fountain in Chevy Chase Fountain. I discendenti di Newlands però si opposero. L'ANC (Advisory Neighborhood Commission) votò com risultato 4-2 (1 astensione) per presentare la mozione e esaminarla in un secondo momento.